# Europese Maritime Pilots Association
De Europese Maritime Pilots Association (European Maritime Pilots Association, EMPA) is een non-profitorganisatie die maritieme loodsen uit de Baltische zee, de Noordzee, de Atlantische Oceaan, de Middellandse Zee en de Zwarte Zee vertegenwoordigt en groepeert. De rol van de EMPA is het vergemakkelijken van de uitwisseling van informatie tussen haar leden om de professionele en technische vaardigheid van zeevaartpiloten in de Europese Unie en omringende landen continu te verbeteren.

## Geschiedenis
De United Kingdom Maritime Pilots Association (United Kingdom Maritime Pilots Association, UKMPA) werd in 1884 in Bristol opgericht door Captain George Cawley. Loodsen uit 18 Districten woonden de openingsconferentie bij, met waarnemers uit Spanje, Denemarken en de Verenigde Staten. De UKMPA was betrokken bij de ontwikkeling van alle Loodsdiensten van 1889 tot 1987 en de Koopvaardijwet van 1894.
In 1942 besloten de loodsen van 5 districten om de UKMPA te verlaten en sloten zich aan bij de T & G en vormde de Marine Pilots 'Branch (Marine Pilots 'Branch, MPB).
In 1963 was er een grote discussie tussen de UKMPA en de MPB, wat leidde tot de oprichting van de European Maritime Pilots Association. De EMPA werd officieel opgericht in 1963, maar het werd pas een jaar later formeel een nieuwe organisatie. De MPB kwam in 1968 bij EMPA.
In 2010 vertegenwoordigde EMPA ongeveer 5.000 maritieme loodsen uit 25 Europese landen, waaronder Noorwegen, Rusland, Kroatië, Turkije en Oekraïne.

## Charter
Om de uitdaging van de loodsdienst op het gebied van veiligheid en concurrentievermogen van het zeeverkeer te reguleren, hebben de European Maritime Pilots het EMPA-charter op mei 2011 in Amsterdam op de 45e algemene vergadering van de EMPA geformuleerd en ondertekend.
In de eerste plaats handelt het charter over veiligheidseisen, zoals de regulering van loodsdiensten, middelen voor de overdracht van loodsen, deelname van loodsen aan havenstaatcontrole en Vessel Traffic Service, loodsen op zee en op de wal, training en certificering, de 'piloot - master en piloot - bridge-team' samenwerking en de rol van de loodsen in maritieme beveiliging.
Ten tweede behandelt het charter de efficiëntie vereisten van de loodsorganisatie, zoals beheersautonomie, loodstarieven, harmonisatie van verplichte loodsstations en PEC's (Pilotage Exemption Certificate, PEC) en implementatie van een kwaliteitsmanagementsysteem.
Ten derde en ten vierde, beveelt het charter aan om te focussen op duurzaamheid en op onderzoek en ontwikkeling.

## Leden

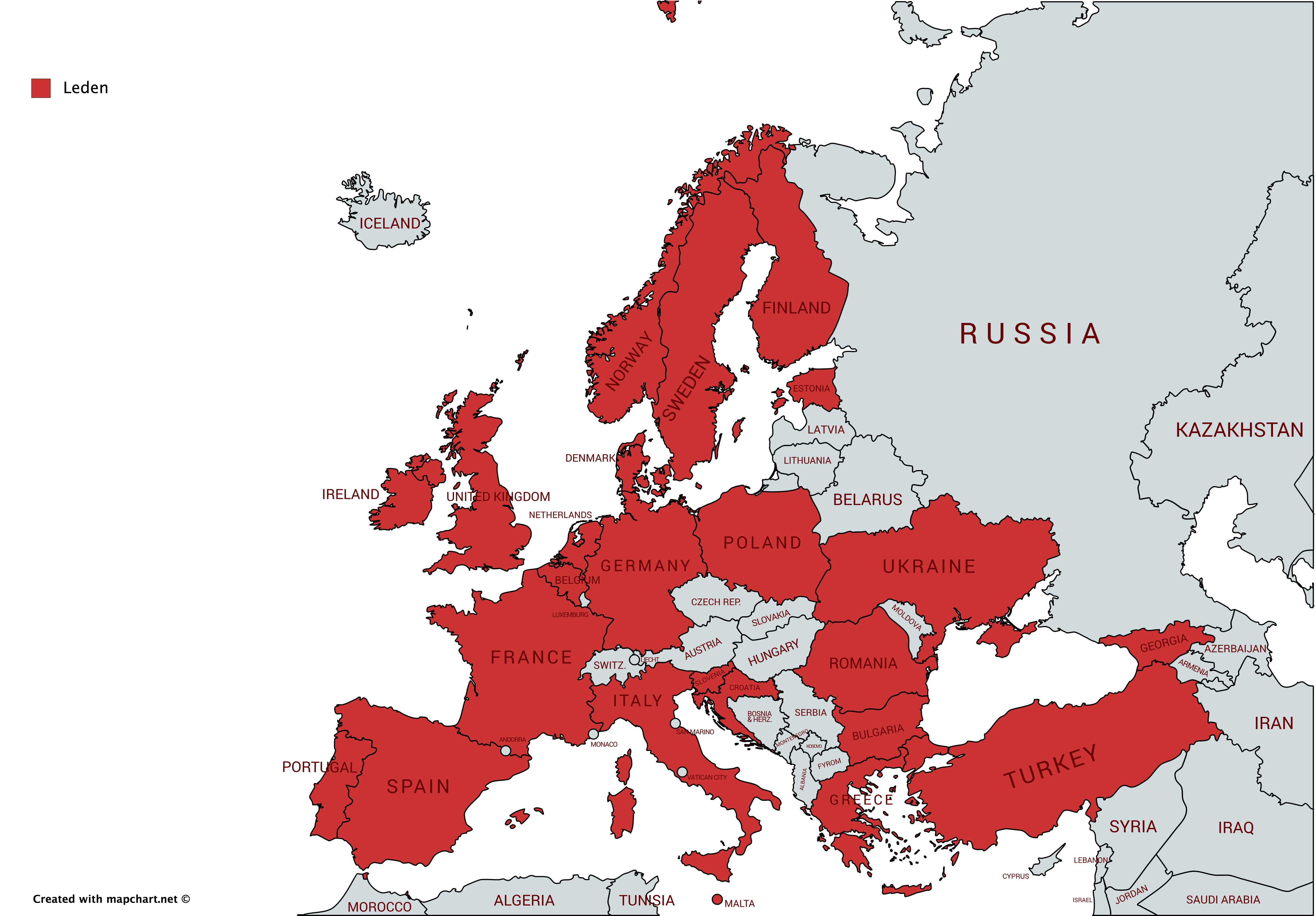
Leden van de Europese Maritime Pilot Association

- België
- Bulgarije
- Denemarken
- Duitsland
- Estland
- Finland
- Frankrijk
- Georgië
- Griekenland
- Ierland
- Italië
- Kroatië
- Malta
- Nederland
- Noorwegen
- Oekraïne
- Polen
- Portugal
- Roemenië
- Slovenië
- Spanje
- Turkije
- Verenigd Koninkrijk
- Zweden